# 蒋介石访问印度

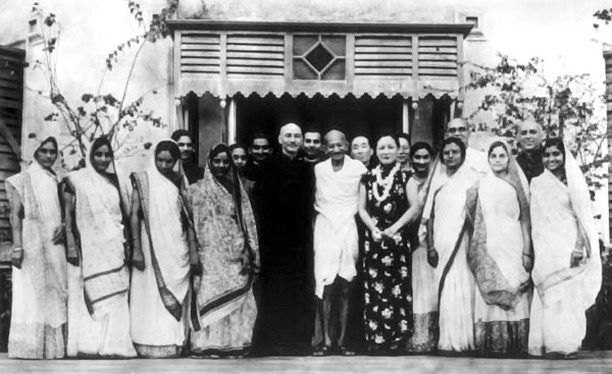
1942年2月10日，国民政府军事委员会委员长蔣中正與夫人宋美齡訪問印度，受到東道主聖雄甘地在其住所歡迎

1942年2月4日至2月21日，蔣中正访问印度，是近代中国领导人首次以“国家元首”身份出国访问（实际上当时名义上的国家元首应该还是国民政府主席林森），也是中国历史上首次有领导人访问邻邦大国印度。时任国民政府军事委员会委员长蔣中正在访问印度后发表正式申明支持印度政治独立、民族自决，因而中国成为首个公开官方支持印度独立的大国。蔣中正在印度期间，和印度总督、印度国大党领袖贾瓦哈拉尔·尼赫鲁、印度精神领袖圣雄甘地都有接触，特别是与甘地长谈。蔣对印度的访问，标志中国在鸦片战争之后作为国际大国首次参与国际外交，对中印关系、中英关系、甚至西藏问题都有深远影响。

## 背景
日本偷袭珍珠港后，立即在東南亞對英美全面進攻。美国对日宣战，第二次世界大战全面爆发。日本加速在中国、南亚、东南亚的攻势，成全面进攻状态。为加強中國戰場抗日武裝力量，牽制日军，1941年12月23日，美国总统富兰克林·德拉诺·罗斯福建議成立中国战区，由国民政府军事委员会委员长蒋介石任最高统帅，指挥中国、越南、缅甸、泰国军事。
当时英国仍为殖民帝国，在南亚、东南亚拥有广大殖民地。中国、英国作为二战同盟国中的主要大国和盟友，有经济、外交、军事多层面、多领域广泛紧密合作的迫切需要。
为巩固中英军事同盟，英国表示要对中国贷款援助五千万英镑，同时在中国远征军入缅作战时，英属印度总督維克托·霍普，第二代林利思戈侯爵邀请蒋介石访印。
1942年2月4日，蔣偕宋美齡，與王寵惠、張道藩、董顯光及前英大使卡爾（己離華駐蘇）由重慶飛往印度訪問，當晚抵臘戍:6729。2月5日偕宋美齡及隨行人員由臘戍飛抵印度之加爾各答:6729。2月8日，蔣偕宋美齡及隨行人員由加爾各答乘火車赴新德里，2月9日抵新德里:6732-6733。

## 访问目的
一般认为，蒋介石访印的目的有：一、协调远东战区防务，保障援华物资供应和交通畅通等问题；二、调解英国殖民当局与以甘地和尼赫鲁为首要求印度民族独立力量之间对峙，使英国能把印度人力、物力和财力充分调动，全力抗日；同时，还可以借此访问提高中国处理亚洲事务中之国际地位。借此访问提高中国国际地位和影响。

## 访问经过
蒋的访问团包括国民政府官员共15人，包括王宠惠（时国防委员会秘书长）、商震、张道藩、周至柔。蒋的访问团受到印度各方热烈欢迎，印度各大报纸都有头条报导。印度报纸也积极介绍了中国抗日战争和中国人民在日寇侵略下的灾难生活。
蒋访问的名义出现小插曲，蒋其实可有双重身份访问印度，一为同盟国中国战区最高司令，二为时中国国家元首。因为当时印度尚处在英国殖民统治之下，故前者名义对印度而言相当于上级对下级，而后者为更平等关系。宋美龄建言蒋仅以国家元首名义友好访问印度，得蒋和英驻印总督赞许。
2月4日，蔣偕宋美齡，與王寵惠、張道藩、董顯光及前英大使卡爾（已離華駐蘇）由重慶飛往印度訪問，當晚抵臘戍，2月5日偕宋美齡及隨行人員由臘戍飛抵印度之加爾各答:6729。2月8日，蔣偕宋美齡及隨行人員由加爾各答乘火車赴新德里，2月9日抵新德里；2月10日蔣與印度總督林里資哥及印度軍總司令哈特萊就印度政治、軍事、如何團結印度民眾共同對抗侵略問題交換意見，旋又會見前印度國大黨主席尼赫魯談印度問題:218-219。
在会见英方之后，蒋视察了印度军事要塞，特别是印度西北边境的开伯尔山口要塞。蒋也会晤了印度独立运动的代表人物包括非暴力不合作运动领导人、印度本土精神领袖甘地和印度国大党党魁贾瓦哈拉尔·尼赫鲁。蒋也会见了真纳，真纳后来成为巴基斯坦国父、穆斯林联盟主席。印度民间领袖如妇女界领袖奈都夫人等也得蒋会面。

## 与甘地

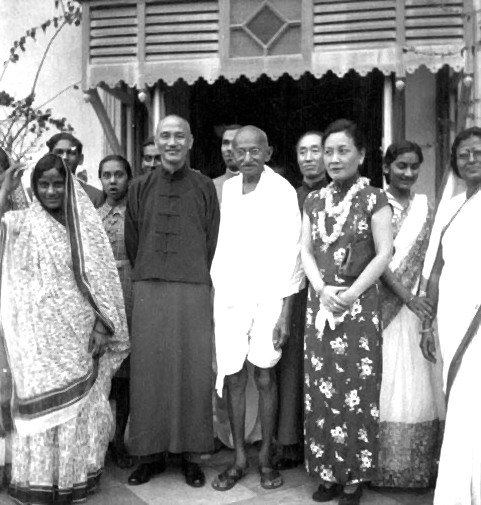
1942年2月10日，中国领袖蒋介石與宋美齡訪問印度，受到東道主聖雄甘地於他的住所前歡迎

蒋表示要与甘地会面，此建议令英国方面惊异。英方开始想阻止蒋与甘地见面，而蒋却想造访甘地的家，登门拜访。这令英国殖民印度政府大为头痛，英驻印总督林里斯哥勋爵特意写亲笔信给会英文的宋美龄，劝蒋不要去沃尔塔（甘地的老家），不然总督会陷入非常尴尬境地。时英国首相丘吉尔也非常震惊，因丘吉尔一贯反对印度独立，这触及了大英帝国的切身利益。丘吉尔特拍电报予蒋介石，规劝他“最好不要违背总督的意愿”，并举事“否则就可能使我们联合全印度抗日的共同意愿受损”。作为妥协，蒋决定在2月10日于加尔各答会见甘地。2月11日蔣會見尼赫魯及現任印度國大黨主席阿柴德，聽取其陳述印度國民對太平洋戰爭之態度，並勸以宜用政治方法完成其志願；2月12日蔣在新德里會見尼泊爾王國王子巴哈度，伊奉其父卓達王之命前來致敬，並貢獻卓達王親獵之虎皮一張，又以印幣五萬盧比為救護中國戰時難胞之用，蔣欣然接受，又逢尼赫魯拜訪討論如何使英國給予印度國民以實權等問題；2月13日，蔣視察印度、阿富汗邊境之開伯爾山隘要塞，並出席阿富里提等族之歡迎會；2月14日，蔣赴拉合爾，即返新德里接閱甘地函，與印度政府商定兩國互派常駐代表；2月16日，蔣偕宋美齡及隨行人員由新德里赴加爾各答；2月17日再次會見尼赫魯並交談，指出印度革命黨利用今日世界大戰之機會參加民主戰線作戰對印度將會有利，同日會見印度回教同盟領袖真納，印度總督林里資哥定3月8日為「中國日」感戴蔣訪問印度並表示敬佩中國軍民:6732-6740。
甘地得知后，颇费周折，乘坐三等列车，自沃尔塔赴加尔各答与蒋会面，令蒋颇为感动。
2月18日，蔣偕宋美齡在加爾各答白拉爾公園與甘地會晤，談話5小時，蔣「希望印度國民大會改變主張，作參戰的決定」，並謂「我相信印度參戰，對本身有益而無損，且與推倒英國在印度統治權之目的並行不悖，殊途而同歸。」:6732-6740蔣告訴甘地，印度繼續支持盟國是非常緊要；甘地稱他同情中國，所以不會妨礙抵抗日本:218-219。蒋一行在加尔各答受到热情欢迎和盛情款待。席间，宋美龄充当英文翻译。
甘地对蒋介石介绍了他争取印度独立的非暴力不合作运动的思想和策略。蒋介石对甘地争取印度独立的努力和愿望表示理解、肯定和支持：
| 我（蒋介石）以中国革命党员资格前来印度访问，与印度革命友人会谈，主要目的，就是在联合反抗侵略势力，以奠定中、印两民族求得自由的基础。 |

甘地表示，蒋的访问：
| 不妨碍中、英之间的合作，并愿接受委员长（蒋介石）的忠告，不打算特地制造纠纷。 |

会谈期间，甘地同时如往常一样，搬出纺纱机纺纱。

## 与尼赫鲁

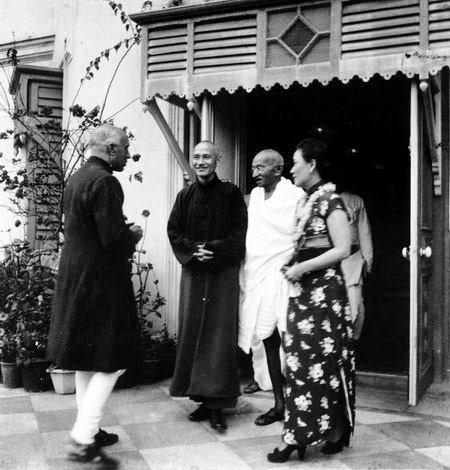
1942年2月10日，中国领袖蒋介石夫婦受到東道主聖雄甘地和賈瓦哈拉爾·尼赫魯歡迎

1939年8月，尼赫鲁曾率团访问中国，蒋在重庆会见尼赫鲁并表达了他对印度独立的支持。
1942年2月，蒋访问印度期间，尼赫鲁当众玩起了倒立。

## 告印度人民书
访问印度最后一日，蒋介石发表了著名的《告印度人民书》中、英文稿，明确表示支持印度政治独立、民族自决：

在太平洋战争开始以后，已随时代而有一甚大之转变，各民族求得自由之方式，今昔实亦有所不同。现在，各反侵略国家无不要求印度国民在此新时代中尽其应尽之责任……世界大多数人士皆已同情印度之自由。此种宝贵难得之同情，应特加珍重而使之勿失也。

蒋亦要求英方：

不待印度人民有任何的要求，从速赋予印度国民以政治上之实权。

《告印度人民书》得到印度独立人士欢迎和高度评价。尼赫鲁评价蒋对印度的访问是：

是一个具有历史意义的伟大事件，象征中印两个伟大民族的友好和未来的同志关系。

## 后续
1942年2月21日，蒋结束对印度访问启程回国，返回中國昆明。1942年2月22日，蒋通过顾维钧（时中国驻英国大使）将访问成果和蒋自己的建议转达时英国首相丘吉尔，并颁布国民政府举办“印度日”。蒋同时明确主张“承认印度和越南等国独立”，也是当时主要大国首次官方公开申明支持越南独立。
英国于3月派出掌印大臣克利浦斯前往与印度国大党谈判，双方未能达成一致。4月12日克利浦斯返回英国，谈判彻底决裂。
蒋得到英国方面消息后，表示了对英国方面的不满：
| 英人宁让倭寇侵印，而不许印人自由，以为于战后我同盟国胜利时仍可无条件统治印度，是不愿印度自由参战以增加同盟各国之实力，此种自私之心，恶劣极矣。 |

1942年7月25日，蒋特意致电时美国总统罗斯福，请他敦促英国让步印度独立。时英国首相丘吉尔得知后，大为光火，曾一度扬言要撕毁已定立的中英盟约。丘吉尔因不满蒋支持印度独立而策动印度、西藏纠纷，策动西藏独立。

1942年6月14日，甘地於塞瓦格拉姆寫信〈致蔣介石委員長〉：「親愛的委員長：加爾各答與閣下及尊夫人五個小時的親切交流，令我終生難忘。我素為您的自由抗爭所吸引，此次會晤以及我們就中國及其問題的交談讓我興趣更甚。……一直以來，你們偉大的國家是如此深深地吸引着我。我和我的同胞對你們艱苦卓絕的抗戰深表同情。……您大可放心，作為印度新動議的發起人，我不會草率行事。不管我建議採取何種行動，都不會對中國造成傷害，不會加劇日本對印度和中國的侵略。」:199-202。8月8日，印度國大黨通過甘地提出的不合作運動決議，甘地和尼赫魯後即時被英印當局收監。部分地區的民眾與英軍爆發衝突。

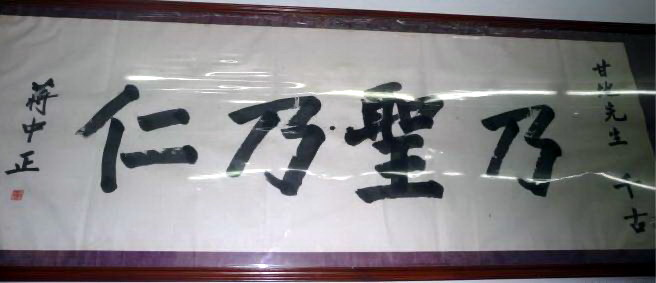
甘地遇刺后，蒋介石题“乃圣乃仁”以示纪念

1948年1月30日，甘地遇刺身亡后，蒋非常震惊悲痛，亲题“乃圣乃仁”纪念甘地。

### 引用
1. 1 2 3 4 5 6 7 8 9 10 11  陈梦 (编). . 文化中国-中国网. 2012-10-17  [2013-12-27]. （原始内容存档于2013-12-27） （中文（简体））.
2. 1 2 3 4 5 6 7 8 9 10  张家琳 (编). . 《环球时报》. 东方旅游.   [2013-12-27]. （原始内容存档于2013-12-28） （中文（简体））.
3. ↑  . 华夏经纬网. 2004-04-02  [2013-12-27]. （原始内容存档于2020-11-16） （中文（繁體））.
4. 1 2 3 4 5 6  李新總主編，中國社會科學院近代史研究所中華民國史研究室，韓信夫、姜克夫主編 (编). . 北京: 中華書局. 2011. ISBN 9787101079982.
5. 1 2  陶涵（英语：Jay Taylor）. . 台北: 時報文化. 2010.
6. ↑  . 网易历史. 2009-08-11  [2013-12-27]. （原始内容存档于2019-08-16） （中文（简体））.
7. ↑  段瑞聪：蒋介石1942年印度之行 （页面存档备份，存于） 浙江大学蒋介石与近代中国研究中心 2015-10-21
8. ↑  来源：快乐老人网. . 凤凰网历史. 2013-06-15  [2013-12-27]. （原始内容存档于2019-05-02） （中文（简体））.
9. ↑  甘地著，宋曉堃、尚勸余譯. 什里曼·納拉揚 , 编. . 北京: 生活·讀書·新知三聯書店. 2020.